# Bourbon lovassági kaszárnya
A Bourbon lovassági kaszárnya egy nápolyi épület. I. Bourbon Károly parancsára építette 1737-ben Luigi Vanvitelli egy 16. századi istálló átalakításával. A munkálatokban részt vett Ferdinando Sanfelice is. A második világháború bombatámadásai során súlyosan megrongálódott, de a közelmúltban restaurálták. Különösen figyelemreméltó a belső udvaron található 1764-ben épült barokk kápolna.
A felújítás után a nápolyi adóhivatal 3. sz. irodájának ad otthont. 2012-ben emléktáblát helyeztek el Eduardo Bianchini tüzérszázados emlékére, hogy megőrizzék az épület katonai létesítményként való emlékét.